# CAN YOU CELEBRATE?
「CAN YOU CELEBRATE?」（キャン・ユー・セレブレイト）は、安室奈美恵の単独名義では9枚目のシングル。1997年2月19日にavex traxから発売された。小室哲哉プロデュースによる楽曲である。
安室奈美恵のシングルの中で最大の売上を記録しており、結婚式の定番ソングとなっている。また、小室哲哉が制作したシングルの中でも最大の売上を記録しているほか、発売元のレーベルであるavex traxから発売されたシングルの中でも最大の売上を記録している。
同年12月25日には、安室の結婚を記念した企画マキシシングル盤が発売された（後述）。

## 概要
- フジテレビ系月9ドラマ『バージンロード』の主題歌、自身が出演した日立マクセル「プラチナ&ゴールドMD」CFイメージソングのダブルタイアップソング。
- 2008年10月29日発売のコンピレーション・アルバム「.LOVE」にも収録されている。
- 1997年9月3日発売のコンピレーション・アルバム『VELFARRE VOL.9 〜ESTA! DISCO LATINO〜』に「CAN YOU CELEBRATE? ("D" NITE REMIX)」がノンストップで収録されている。フルコーラス版はインストとともにDub Master Xのアナログ盤「DUB WA SELF REMIX 13」（非売品）に収録されている。

## 音楽性とテーマ
- 『バージンロード』のプロデューサーを務めた栗原美和子は、楽曲制作を依頼する際に「小室流の今世紀最後で、最大のウェディングソングを作って欲しい」とリクエストした[1]。小室から「注文は他にありませんか？色々言われた方がかえってやりやすいんです」と言ったところ、「ハッピーなシーンでも、切なく泣けるシーンでもかけられる曲にしてください」と付け加えた[2]。

## 録音
- 1996年秋にニューヨークのスタジオで一度完成させたものの、栗原から構成のやり直しを指示された。それに対して小室はすぐにピアノを弾きながら完成予想図を説明し、すぐにレコーディングをやり直され、2週間でデモテープを完成させた。小室の「中途半端な音では、この曲の良さは理解できない」という意向から、デモテープとしては異例の全編フルオーケストラでの構成で録音された[2]。
- この楽曲を作り上げた小室は、すぐさま安室を電話で「すごくいい曲が出来たんだ。」と言って呼び出し聴かせたというエピソードがある。後に安室は、この時鳥肌が立ったと語っている。

## プロモーション
- ドラマのタイトルバックに、安室奈美恵と小室哲哉が共に出演するというプロモーション方法が話題を呼んだ。
- 1997年の『1997 FNS歌謡祭』（フジテレビ系）と『ミュージックステーションスーパーライブ 1997』（テレビ朝日系）では同曲で初のトリを務めた（『スーパーライブ』では、安室産休前最後のMステ出演でもあった）[3]。
- 発売当時での音楽番組での披露時は、いきなりサビの歌唱から始まるバージョンだったが、安室の結婚発表後では、最初のオーケストラのイントロから始まるバージョンに変更されて披露されていた。
- 本作発売から19年後の2016年9月19日には、ミュージックステーション30周年記念特番『ウルトラFES 2016』にてウルトラHDリマスター版として、当時の歌唱シーンが再び放送された。

## セールス・成績
- 期間内に222.8万枚を売り上げ、自身初となる1997年度年間シングルチャートで1位を獲得した。
- この曲で、第39回日本レコード大賞の大賞を受賞し、昨年の「Don't wanna cry」に引き続き、2年連続の受賞となった（小室哲哉が制作した楽曲としては3年連続の受賞）。当日には小室が花束を持って祝福に訪れ、楽曲中でピアノ演奏・コーラスも担当。安室は感極まり、涙ながらの熱唱となった。他にも、第11回日本ゴールドディスク大賞ソング・オブ・ザ・イヤー（邦楽部門大賞）などを受賞。
- 『第48回NHK紅白歌合戦』では、この曲で紅組のトリを務めた後、出産・育児のため歌手活動を1年間休業。カムバックした翌1998年の『第49回NHK紅白歌合戦』で1年ぶりに公の前に登場し、2年連続で同曲を熱唱。歌唱中、会場から暖かい拍手と声援に感極まって涙を流すシーンがあった。1998年の安室出演時の歌手別視聴率は64.9％で、歴代歌手最高視聴率を記録した。
- 「TV LIFE」誌発表の、'97 TV LIFE ドラマ大賞・主題歌賞を受賞。「バージンロード」は作品賞も受賞しており、2冠となった。
- オリコン及び出荷ベースで、自身最大の売上のシングルである。楽曲を制作した小室哲哉にとっても提供した楽曲の中で最大の売上となっており、発売元のレーベルであるavex traxから発売されたシングルとしても最高売上を記録している。
- 1997年10月に安室がSAM（TRF）と結婚すると、「安室の将来の運命を予言していた曲」としてさらに話題になり、再びチャートインした（しかし、安室は2002年に離婚している）。
- 累計出荷枚数は約250万枚[4]。この出荷枚数にはマキシシングル盤は含まれていない。
- オリコンチャートにおける累計売上枚数は229.6万枚[5]。
- マキシシングルを合算した場合の累計売上枚数は、275.0万枚に達する。

## 評価
- 安室は「自分では苦手だと思っていたバラードが沢山の人々に受け入れられて、嬉しく思います。思い出の曲になりました」と思い入れを語っている[6]。
- 歌詞の中にある「Let's a party time tonight」は誤植であり、実際は「It's a party time tonight」であったと小室自身が語っている。また「CAN YOU CELEBRATE?」という表現自体もそうであるように[注釈 1]、意味として和製英語（小室自身の造語）に近いものが歌詞の中には多い。これは歌詞の意味合いよりも「サウンドに気持ちよくはまるフレーズ」を重要視しているためであると小室本人が語っている。事実、小室が書く歌詞には英語に限らず日本語でも文法として不自然なものが存在するが、これも意図的である。
- 『バージンロード』に子役として出演していた大島優子は、後のAKB48時代に『FNS名曲の祭典 秘蔵映像で振り返る55年 -NO MUSIC, NO TV.-』（フジテレビ系）で小室と共演した際、「ずっと心の中にあった」と語っている。
- GLAYのTAKUROは、「当時のJ-POPの最高峰だと思っている。新しい言葉使いで（歌詞の）『永遠っていう』でいいんだと、その自由さが当時の安室さんの心情を出していて、あまりにも感動した僕は一度でいいからこの曲の様な『サビのような、いわゆる“つかみ”が来て、その後にちょっとしたイントロがある』という構成で書いてみたいと思いました」[8]「感動した。建築のような構築美。フェードインしてきて、そこから強力なサビがあって、その後に浮遊感のある、ちょっと別の世界に連れていかれるような、だけどきっちりと『男女のある種の出会い』みたいなものを表現している。こんなに美しい曲が、この世にあるんだ」[9]と熱弁し、その後GLAY初のミリオンヒットを記録した「HOWEVER」の誕生につながるきっかけとなったことを語った[8]。

## 主な記録
- オリコン調べによると、1997年のシングルおよび、自身のシングルで最高初動(82.8万枚)。
- 登場2週目でミリオン、登場7週目でダブルミリオンを達成している。
- HEY!HEY!HEY! MUSIC CHAMPパーフェクトランキング・3週連続（97/03/03〜03/17・#104〜106）1位[10]。
- 台湾でもシングルが発売され、台湾国内の総合チャートで5位を記録した。20万枚（人口比からすると日本のミリオンセラーに匹敵する）を超える大ヒット。
- HEY!HEY!HEY! MUSIC CHAMP97年上半期・邦楽パーフェクトランキング2位[11]。
- HEY!HEY!HEY! MUSIC CHAMPパーフェクトランキング・3 YEARS BEST 100（95・96・97）15位[12]。
- 1997オリコン年間シングルチャート・年間カラオケリクエスト回数ともに1位。
- CDTV1997年間総合ランキング1位[13]。
- 第48回NHK紅白歌合戦での、歌手別瞬間最高視聴率は59.1%で1位（ビデオリサーチ調べ、関東地区）。
- HEY!HEY!HEY! MUSIC CHAMP'97年間パーフェクトランキング1位[14]。
- HEY!HEY!HEY! MUSIC CHAMP98年上半期パーフェクトランキング46位[15]
- 1998オリコン年間シングルチャート54位（マキシ盤）。
- 1998オリコン年間カラオケリクエスト回数7位。
- 第49回NHK紅白歌合戦での、歌手別瞬間最高視聴率は64.9%で1位（ビデオリサーチ調べ、関東地区）。
- 2005年元日に放送されたテレビ朝日「全部歌えるカラオケ祭り日本の名曲ベスト100」の歴代カラオケランキングで1位。
- 2005年にNHKが実施した「スキウタ〜紅白みんなでアンケート〜」で紅組23位。
- オリコン調べによると、国内のシングルセールス・女性ソロ部門で1位。
- オリジナル版はオリコン歴代14位。参考記録となるが、オリジナルとマキシを合算するとオリコン歴代9位に相当する（12cm盤はオリジナル版を除いたリミックス版であるため、公式にも合算はされない）。
- 1997年度の日本音楽著作権協会（JASRAC）の著作権使用料分配額（国内作品）ランキングで年間1位を獲得し、1998年JASRAC賞の金賞を受賞した[16]。2018年度の同ランキングで年間10位にランクインされた[17]。平成期における著作権使用料分配額ランキングでは15位に入っている[18]。

## 収録曲
| 全作詞・作曲・編曲: 小室哲哉。 |                                                   |          |            |      |
| #                              | タイトル                                          | 作詞     | 作曲・編曲 | 時間 |
| 1.                             | 「CAN YOU CELEBRATE? (STRAIGHT RUN)」             | 小室哲哉 | 小室哲哉   | 6:16 |
| 2.                             | 「CAN YOU CELEBRATE? (SEVENTH AVENUE SOUTH MIX)」 | 小室哲哉 | 小室哲哉   | 8:41 |
| 3.                             | 「CAN YOU CELEBRATE? (BACK TRACK WITH TK)」       | 小室哲哉 | 小室哲哉   | 6:16 |
| 合計時間:                      | 合計時間:                                         | 21:13    |            |      |

## クレジット
レコーディングメンバー
- 小室哲哉 : Synthesizer Programming, Manipulating, Keyboards, Chorus
- Michael Thompson : Guitars
- 佐野健二 : Bass
- Randy Waldman : Strings Arrange

スタッフ
- Produced : 小室哲哉
- Mixed : Eddie Delena
- Additional Production (#2) : Robert Arbittier, Gary Adante (Noisy Neighbors)

## 楽曲の収録作品
| 規格     | タイトル                                                                             | 種類                   | 備考 |
| -------- | ------------------------------------------------------------------------------------ | ---------------------- | --- |
| CD       | CAN YOU CELEBRATE?（マキシ盤）                                                       | シングル               | Wedding Mix Heavenly Mix - 同年秋に結婚した事に伴い、祝福記念として同年11月にマキシシングルとして再リリース。 リアレンジを施した「Wedding Mix」、「Heavenly Mix」などの2種類のバージョンを収録。 |
| CD       | Concentration 20                                                                     | オリジナルアルバム     | リミックス・バージョン (remixと表記)で収録。 |
| CD       | 181920                                                                               | ベストアルバム         | - ミュージック・ビデオ集「181920 films」をセットにした、 DVD付属盤『181920 & films』も存在。 |
| CD       | namie amuro 5 Major Domes Tour 2012 〜20th Anniversary Best〜                        | ライヴアルバム         | 項目参照 |
| CD       | Ballada                                                                              | ベストアルバム         | ※ New Vocal としてアレンジを施して収録。 葉加瀬太郎をヴァイオリンゲストとして参加している。このアルバムのためにMVも制作され、オリジナル盤も含め2種類が特典DVD・BDに収録。                        |
| CD       | namie amuro LIVE STYLE 2014                                                          | ライヴアルバム         | ※ レンタル限定盤 のみで販売。 『namie amuro LIVE STYLE 2014 -Live Ballada-』に関しても同様。 |
| CD       | Finally                                                                              | ベストアルバム         | 楽曲を再録・ニューレコーディングで収録。 |
| 配信限定 | namie amuro 25th ANNIVERSARY LIVE in OKINAWA at 宜野湾海浜公園野外特設会場 2017.9.16 | 配信限定ライヴアルバム | 項目参照 |
| 配信限定 | namie amuro Final Tour 2018 〜Finally〜 at Tokyo Dome 2018.6.3                       | 配信限定ライヴアルバム | 項目参照 |
| 映像作品 | 181920 films                                                                         | ミュージック・ビデオ集 | 本作と次作MV集「filmography」を1つにコンパイルさせた『181920 films + filmography』も存在。 |
| 映像作品 | Namie Amuro Concentration 20 Live in Tokyo Dome                                      | ライヴ映像             | 項目参照 |
| 映像作品 | NAMIE AMURO TOUR “GENIUS 2000”                                                       | ライヴ映像             | 項目参照 |
| 映像作品 | namie amuro BEST CLIPS                                                               | ミュージック・ビデオ集 | avexによる、90年代にデビューしたアーティストの一環による廉価版作品。 |
| 映像作品 | namie amuro tour 2001 break the rules                                                | ライヴ映像             | ※ ファンクラブ限定盤 のみ収録。 |
| 映像作品 | namie amuro SO CRAZY tour featuring BEST singles 2003-2004                           | ライヴ映像             | 項目参照 |
| 映像作品 | Space of Hip-Pop -namie amuro tour 2005-                                             | ライヴ映像             | 項目参照 |
| 映像作品 | NAMIE AMURO PLAY TOUR 2007                                                           | ライヴ映像             | 項目参照 |
| 映像作品 | namie amuro 5 Major Domes Tour 2012 〜20th Anniversary Best〜                        | ライヴ映像             | 項目参照 |
| 映像作品 | namie amuro LIVE STYLE 2014                                                          | ライヴ映像             | 項目参照 |
| 映像作品 | namie amuro Final Tour 2018 〜Finally〜                                              | ライヴ映像             | ※ 豪華盤のみ、5公演 (愛知・大阪・札幌・福岡・5月東京) の映像が存在する。 |

## マキシシングル盤
「CAN YOU CELEBRATE?」（キャン・ユー・セレブレイト）は、安室奈美恵の結婚を記念して制作された企画シングル。1997年12月25日にavex traxから発売された。

### 概要
1997年10月に安室とSAM（TRF）が結婚したことを受けて制作された企画シングル。「CAN YOU CELEBRATE?」と「Dreaming I was dreaming」の2曲をリアレンジして収録している。

### 収録曲
| #         | タイトル                                                      | 作詞           | 作曲       | 編曲       | 時間  |
| --------- | ------------------------------------------------------------- | -------------- | ---------- | ---------- | ----- |
| 1.        | 「CAN YOU CELEBRATE? (Wedding Mix)」                          | 小室哲哉       | 小室哲哉   | 小室哲哉   | 6:26  |
| 2.        | 「Dreaming I was dreaming (Subconscious Mix)」                | MARC・小室哲哉 | 久保こーじ | 久保こーじ | 5:19  |
| 3.        | 「CAN YOU CELEBRATE? (Heavenly Mix)」                         |                |            |            | 4:44  |
| 4.        | 「CAN YOU CELEBRATE? (Wedding Mix -Instrumental-)」           |                |            |            | 6:28  |
| 5.        | 「Dreaming I was dreaming (Subconscious Mix -Instrumental-)」 |                |            |            | 5:19  |
| 合計時間: | 合計時間:                                                     | 合計時間:      | 合計時間:  | 合計時間:  | 28:16 |

### クレジット
CAN YOU CELEBRATE?
- Produced : 小室哲哉
- Piano, Chorus : 小室哲哉
- Strings Arranged : Randy Waldman (#1, #4)
- Mixed & Remixed : Eddie Delena
- Additional Production (#3) : Robert Arbittier, Gary Adante (Noisy Neighbors Productions)

Dreaming I was dreaming
- Produced : 小室哲哉, 久保こーじ
- Piano : 小室哲哉
- Guitars : 松尾和博
- Strings Arranged : Randy Waldman
- MIxed : Eddie Delena

## カバー
以下、「CAN YOU CELEBRATE?」のカバー。
- 今井由香 - 1997年12月10日に発売されたコンピレーションアルバム『声優記 SEY YOU KEY -冬之巻- あなたが欲しい』でカバーしている。
- SISTER K - 1999年6月23日に発売した小室作品カバーアルバム『DEPARTURES』でカバーしている。
- 白鳥英美子 - 2003年10月29日に発売したアルバム『セレブレィション』でボサノヴァ調でカバーしている。
- ソヨン - 2003年12月にシングルとして発売された。編曲はファン・ソンジェ。
- 徳永英明 - 2007年8月15日リリースした、女性ボーカル曲のカバーアルバム『VOCALIST 3』にてカバーしている。
- 中原ミズキ（声：小清水亜美） - 2023年1月25日発売のテレビアニメ『リコリス・リコイル』BD / DVD第5巻特典CDにてカバーしている。